# Dreaming Wide Awake
Dreaming Wide Awake је други албум певачице и композитора Лиз Рајт, издат 2005. године. Албум је достигао прво место топ-листе модерног џеза у 2005. години (Billboard Top Contemporary Jazz chart).
Снимљен је у Allaire Studios, Шокан, Њујорк, од 27. октобра до 5. децембра 2004. године.

## Песме

### Бонус на албуму
1. "" (Diana Krall-Elvis Costello) -4:04

## Учесници на албуму
- Лиз Рајт — вокал
- Крис Брус — гитара
- Бил Фрисел — гитара
- Грег Лејс — гитара
- Глен Патша — клавијатуре, пратећи вокал
- Патрик Ворен — клавијатуре
- Марк Ентони Томсон — усна хармоника, пратећи вокал
- Дејвид Пилч — бас гитара
- Ерл Харвин — бубњеви
- Џеф Хајнс — удараљке